# Audebert de Montmorillon
Pour les articles homonymes, voir Audebert et Montmorillon (homonymie).
Audebert ou Albert de Montmorillon est un prélat français du XIe siècle, archevêque de Bourges en 1092.

## Biographie
Audebert de Montmorillon est moine au prieuré Saint-Robert d'Andryes, annexe de l'abbaye de la Chaise-Dieu depuis 1067.
Il est ensuite pour une courte période abbé de Saint-Cyprien de Poitiers puis de Notre-Dame de Bourg-Dieu à Déols. Il devient archevêque de Bourges en 1092.